# Rubén Etchebarne
Rubén Siderico Etchebarne Cuestas (nascido em 8 de setembro de 1936) é um ex-ciclista uruguaio. Representou sua nação em duas edições dos Jogos Olímpicos (Roma 1960 e Tóquio 1964).